# Nordre älvs estuarium
Nordre älvs estuarium är ett naturreservat runt Nordre älvs mynning delat mellan Harestads socken i Kungälvs kommun, Björlanda och Torslanda socknar i Göteborgs kommun samt Öckerö socken/Öckerö kommun i Bohuslän. Området ingår i EU-nätverket Natura 2000 och förvaltas av Västkuststiftelsen.